# Mastigusa lucifuga
Mastigusa lucifuga är en spindelart som först beskrevs av Simon 1898.  Mastigusa lucifuga ingår i släktet Mastigusa och familjen kardarspindlar.
Artens utbredningsområde är Frankrike. Inga underarter finns listade i Catalogue of Life.